# دوژ
دوژ (به مجاری:  Dúzs) یک شهرداری در مجارستان است که در ناحیه تاماشی واقع شده‌است. دوژ ۱۱٫۲۷ کیلومتر مربع مساحت و ۲۷۶ نفر جمعیت دارد.